# Kalikrein
Kalikreini su podgrupa serinskih proteaza, enzima koji imaju sposobnost razlaganja peptidnih veza u proteinima. Kod ljudi, kalikrein plazme (KLKB1) nema poznatih homologa, dok tkivne kalikreinu srodne peptidaze (KLKs) kodiraju familiju od petnaest blisko srodnih serinskih proteaza. Ti geni su locirani na hromozomu 19q13, i formiraju najveći kluster susednih proteaza u ljudskom genomu. Kalikreini su odgovorni za koordinaciju raznih fizioloških funkcija uključujući krvni pritisak, utečnjavanje semena i deskvamaciju kože.

## Literatura
- Nicholas C. Price; Lewis Stevens (1999). Fundamentals of Enzymology: The Cell and Molecular Biology of Catalytic Proteins (Third изд.). USA: Oxford University Press. ISBN 019850229X.
- Eric J. Toone (2006). Advances in Enzymology and Related Areas of Molecular Biology, Protein Evolution (Volume 75 изд.). Wiley-Interscience. ISBN 0471205036.
- Branden C; Tooze J. Introduction to Protein Structure. New York, NY: Garland Publishing. ISBN 0-8153-2305-0.
- Irwin H. Segel. Enzyme Kinetics: Behavior and Analysis of Rapid Equilibrium and Steady-State Enzyme Systems (Book 44 изд.). Wiley Classics Library. ISBN 0471303097.
- William P. Jencks (1987). Catalysis in Chemistry and Enzymology. Dover Publications. ISBN 0486654605.

## Spoljašnje veze
- MEROPS onlajn baza podataka o peptidazama i njihovim inhibitorima: S01.212 Архивирано на веб-сајту  (27. мај 2020)
- Kallikreins на 